# بروجكت زيرو 2: وي إديشن
بروجكت زيرو 2: وي إديشن (بالإنجليزية: Project Zero 2: Wii Edition‎؛ باليابانية: 零 〜眞紅の蝶〜‎، ‏زيرو شينكو نو شوه) هي إعادة إصدار اللعبة الجزء الثاني من سلسلة « بروجكت زيرو » على منصة وي. صدرت في أوروبا في 29 يونيو 2012، ولحد أغسطس 2013 لن يعلن أي تاريخ إصدار من أجل أمريكا الشمالية.